# Jan Kantakuzen (despota)
Jan Kantakuzen grec. Ἱωάννης Καντακουζηνός (ur. ok. 1342, zm. po 1380) – despota. 

## Życiorys
Był najstarszym synem Mateusza Kantakuzena i Ireny Paleologiny. W 1356 roku został despotą. Od 1361 roku przebywał na Peloponezie. 